# Исмайлов, Абиб Акпер оглы
Аби́б Акпе́р оглы́ Исма́йлов (азерб. Həbib Ələkbər oğlu İsmayılov; 21 февраля 1906, Нахичевань, Российская империя, ныне Азербайджан — 31 декабря 1966) — азербайджанский кинорежиссёр и сценарист.

## Биография
В 1931 году окончил режиссёрский и актёрский факультеты ГИТИСа, а в 1954 году — театроведческую аспирантуру. В 1931—1943 годах был художественным руководителем театров в Баку, Кировобаде и Махачкале. Был педагогом по актёрскому мастерству в Бакинской консерватории и в театральном училище им. М. Ахундова (художественный руководитель в 1940—1941 годах). В 1943—1966 годах — на Бакинской киностудии (с 1960 года — «Азербайджанфильм»), где снимал документальные фильмы, в частности, сюжеты для киножурнала «Орденоносный Азербайджан». С 1946 года — режиссёр дубляжа фильмов на азербайджанском языке. Член КПСС с 1930 года.

## Избранная фильмография

### Режиссёр
- 1944 — / SSRİ-nin himni
- 1944 — Джафар Джабарлы / Cəfər Cabbarlı
- 1946 — 25-летие Дагестанской АССР /
- 1949 — 25-летие Нахичеванской АССР / Sovet Naxçıvanı-şərqin qapısı
- 1952 — / Torpaq və onun münbitliyi
- 1955 — / Azərbaycan pambıqçılığında qabaqcıl aqrotexnikanın tətbiq edilməsi
- 1956 — Применение прогрессивных методов в хлопководстве /
- 1958 — Мачеха / Ögey ana
- 1962 — Великая опора / Böyük dayaq

### Сценарист
- 1958 — Мачеха / Ögey ana (с Анной Ян)

## Награды
- Заслуженный деятель искусств Азербайджанской ССР — 24.05.1960